# Rameswaram

Rameswaram (en tamoul : இராமேசுவரம் (irāmecuvaram) ou இராமேஸ்வரம் (irāmesvaram) dans sa graphie officielle, la prononciation dialectale étant plutôt ராமேஸ்வரம் (rāmesvaram)), s'écrit également Rameshwaram, est une ville d'Inde située à l'extrême pointe sud du Tamil Nadu, sur l'île de Pamban faisant face au Sri Lanka. Cette ville est célèbre pour son temple hindou dédié à Ramanathaswamy, haut lieu de pèlerinage parmi les vishnouites comme pour les shivaïtes.

## Ville sainte
Rameswaram est une des villes saintes de l'Inde, parfois baptisée petit Varanasi du sud. De nombreux pèlerinages y sont organisés. C'est là, d'après le Ramayana, que Rāma, avatar (« descente ») du dieu Vishnou, aurait rendu grâce à Shiva de le laver du meurtre du démon Ravana qui avait enlevé sa femme Sītā. Les pèlerins passent de puits en puits pour se faire asperger d'eau sacrée.
De sa légende la ville tire également son nom, qui signifie en sanskrit « Le Seigneur de Rama », épithète de Shiva auquel est rendu culte au temple de Ramanathaswamy, autre épithète qui veut dire « Le Maître du Seigneur Rama ».

## Sites d'intérêt
- Le temple de Ramanathaswamy (en) est célèbre pour ses couloirs, dont l'un serait le plus long au monde, du moins considérable en Inde.
- Le pont de Pamban (en) (ou pont Indira Gandhi), un des plus longs d'Inde, reliant l'île de Pamban au continent.
- Dhanushkodi et le « bout du monde » pointe en face du Sri Lanka. Un ouragan en 1964 a détruit le village qui n'a pas été reconstruit. On voit, parmi les dunes, les ruines d'une église, d'une école et une voie de chemin de fer abandonnée ; le temple de la localité est le seul bâtiment encore intact.
- Le Parc national marin du golfe de Mannar est constitué d'un chapelet d'îles et de récifs coralliens longeant la côte du golfe de Mannar et la côte des pêcheurs de perles de Mandapam jusqu'à Thoothukudi. Des bateaux à fond de verre transportent les touristes pour une traversée entre quelques îles et récifs autour de l’île de Rameshwaram.

## Divers
- Rameswaram a une forte activité de pêcherie. Les poissons sont séchés sur les plages.
- La ville est victime de problèmes récurrents dus aux mouches dont la prolifération peut rendre les sorties impossibles.
- Abdul Kalam, éminent scientifique et ancien président de la république indienne est natif de l'île, plus particulièrement de la localité disparue de Dhanushkodi.

## Culture
- C'est vers cette ville du sud de l'Inde que doit se rendre le héros du film Chennai Express, Rahul (interprété par Shahrukh Khan), pour y disperser les cendres de son grand-père.